# Unité urbaine de Soubise
L'unité urbaine de Soubise est une unité urbaine française constituée par la commune de Soubise, petite ville de la première couronne périurbaine de l'aire d'attraction de Rochefort, située à l'ouest de la Charente-Maritime, sur la rive gauche de l'estuaire de la Charente.

## Données générales
En 2020, l'INSEE a procédé à une redéfinition des zonages des unités urbaines de la France; celle de Soubise a été créée formant une ville isolée selon la nomenclature de l'Insee qui lui a donné le code 17115. 
En 2021, avec 3 641 habitants, elle constitue la 22e unité urbaine de Charente-Maritime et appartient à la catégorie des unités urbaines de 2 000 à 4 999 habitants.
Sa densité de population qui s'élève à 333 hab/km² en 2021 en fait une des unités urbaines les plus densément peuplées en Charente-Maritime; étant trois fois supérieure à celle du département qui est de 96 hab/km² en 2021.

## Délimitation de l'unité urbaine de 2020
Unité urbaine de Soubise dans la délimitation de 2020 et population municipale de 2021
| Commune urbaine | Superficie | Population | Densité de population | Statut       |
| --------------- | ---------- | ---------- | --------------------- | ------------ |
| Soubise         | 10,93 km²  | 3 641 ab.  | 333 hab/km²           | Ville isolée |

## Sources et références
1. ↑  Composition de l'unité urbaine de Soubise en 2020 - Source : Insee